# Leuchtturm Schreibersdorf
Der Leuchtturm Schreibersdorf ist ein in Form eines Leuchtturms erbauter Aussichtsturm in der burgenländischen Ortschaft Schreibersdorf in der Gemeinde Wiesfleck im Bezirk Oberwart.

## Geschichte
Der Turm wurde  in ca. einem Jahr Bauzeit von Wilhelm Schuh errichtet. Er hat eine Höhe von zehn Metern und besteht aus Betonziegeln und -ringen. Er wird seit der Erbauung als Aussichtsturm genutzt.